# جویانگ
جویانگ (انگلیسی: Joyoung) شرکت لوازم خانگی چینی است، که در سال ۱۹۹۴ تأسیس شد.